# 藤ヶ谷太輔
藤ヶ谷 太輔（ふじがや たいすけ、1987年〈昭和62年〉6月25日 - ）は、日本のアイドル、俳優、司会者。男性アイドルグループKis-My-Ft2のメンバー。愛称は、たいぴー、ガヤさん、ガヤ。
神奈川県出身。STARTO ENTERTAINMENT所属。

## 来歴
叔母が履歴書を送り、オーディションを経て1998年に11歳でジャニーズ事務所に入所。審査には不合格だったが、ナンバープレートを返さなければと知らずに話しかけた相手が社長のジャニー喜多川であり、「Youは初日に僕に話し掛けるなんてすごいよ」と、合格者の名前が載ったホワイトボードに藤ヶ谷の名前を追加し、合格扱いとなった。同日のオーディションにいた同期は亀梨和也、中丸雄一、増田貴久、塚田僚一、越岡裕貴など。
1999年、テレビドラマ『怖い日曜日 友達のJ君』（日本テレビ）でドラマ初出演。
2004年4月、ジャニーズJr.内ユニット・Kis-My-Ft.が結成されメンバーに選ばれる。2005年7月からはKis-My-Ft2として活動を開始。2011年8月10日に1stシングル「Everybody Go」でCDデビューを果たす。
2010年、明海大学経済学部経済学科を卒業。
2012年7月、 『ビギナーズ!』（TBSテレビ）で連続ドラマ単独初主演を務める。
2014年2月、『劇場版仮面ティーチャー』で映画初主演を務め、5月には舞台『コルトガバメンツ〜ハジメのハジマリ〜』でも単独初主演を務める。同年10月9日、ベストジーニスト一般選出部門を受賞。その後2015年、2016年も受賞し、殿堂入りを果たした。
2019年4月から、ラジオ番組『藤ヶ谷太輔 Peaceful Days』（ニッポン放送）にて自身初のソロラジオパーソナリティを務める。
2020年4月からトーク番組『A-Studio+』TBSテレビ）の新MCに就任。笑福亭鶴瓶と共に司会を務める。
2024年4月、個人公式Instagramを開設。同年9月、フレグランスブランド「Aimetoi」（エメトワ）の立ち上げを発表した。

## 人物
KAT-TUNの前身グループのメンバーとして活動し、同期の中丸雄一とシンメトリーで踊っていたこともあったが、当時はまだ中学生で20時以降のテレビ番組に出られないこともあり、外されてしまった。その後、同期の増田貴久や亀梨和也らがデビューしていく中でも自分はデビューできる気配が無く、明海大学経済学部経済学科時代には父親から将来について考えるように言われ、就職も考えた。しかし、嵐組として嵐のバックについていた頃、嵐のファンから自分たちJr.に「ありがとう」と言われたことが嬉しく、幸せを与える方になりたいと思ったことがきっかけで続けることができていたという。
お笑い芸人の斎藤司（トレンディエンジェル）と親交があり、互いに「たいちゃん」「ツカサ」と呼び合っている。交友のきっかけはバラエティ番組『中居正広の身になる図書館』（テレビ朝日）で共演した際、藤ヶ谷が斎藤の楽屋を訪れ、斎藤に「一緒に写真を撮って下さい」と頼んだことから。その時に連絡先を交換した2人は、藤ヶ谷が誘うかたちでプライベートでも交流を深めたという。その他、テレビドラマ『信長協奏曲』（フジテレビ）で共演した俳優の小栗旬や事務所の先輩である嵐の松本潤、りんごちゃんとも交流がある。女優の香里奈は日本テレビ系水10ドラマ『美咲ナンバーワン!!』(2011年1月 - 3月)で共演して以来、「姉さん」と呼んでいる。
小学生の頃に『ポンキッキーズ』でウサギの着ぐるみ姿で出演していた安室奈美恵を見て一目惚れし、ファンになる。「初恋の人」と公言し、自身が出演するドラマの主題歌を担当してもらうことが夢だと語っていた。
年子と4歳下の弟がいる。
作詞するときのペンネームはT.Fxxx。
チャイルド心理カウンセラーと子供心理カウンセラーの資格を取得している。 

## 受賞歴
- 2014年 第31回 ベストジーニスト 一般選出部門 男性1位[19]
- 2015年 第32回 ベストジーニスト 一般選出部門 男性1位[20]
- 2016年 第33回 ベストジーニスト 一般選出部門 男性1位（今回をもって殿堂入り）[21]

## 作品
| 曲名                                 | 作詞                         | 作曲                                                                      | JASRAC 作品コード | 名義                                           | 収録 | 備考                                |
| ソロ曲                               | ソロ曲                       | ソロ曲                                                                    | ソロ曲            | ソロ曲                                         | ソロ曲 | ソロ曲                              |
| ------------------------------------ | ---------------------------- | ------------------------------------------------------------------------- | ----------------- | ---------------------------------------------- | --- | ----------------------------------- |
| Love meee                            | T.Fxxx Komei Kobayashi       | Allan Eshuijs Gertjan 'Brainpower' Mulder Marco Rakascan                  | 1D0-9329-4        | Kis-My-Ft2                                     | アルバム『Kis-My-1st』 - 藤ヶ谷ソロ |                                     |
| xLunaSx                              | T.Fxxx                       | Steven Lee The Goldfingerz Drew Ryan Scott                                | 1E3-3559-3        | Kis-My-Ft2                                     | アルバム『Goodいくぜ!』 - 藤ヶ谷ソロ |                                     |
| Think u x.                           | T.Fxxx 白井裕紀              | 重永亮介                                                                  | 178-5314-1        | 藤ヶ谷太輔 Kis-My-Ft2                          | アルバム『Goodいくぜ!〈初回生産限定 Kis-My-Zero盤〉』特典CD『Kis-My-Zero 3』 - 藤ヶ谷ソロ                                                                           |                                     |
| LU4E 〜Last Song〜                   | 藤ヶ谷太輔                   | mr.cho Lawrence Lee Kim Tesung                                            | 1G0-5747-7        | 藤ヶ谷太輔 Kis-My-Ft2                          | アルバム『Kis-My-Journey』 - 藤ヶ谷ソロ |                                     |
| You're Liar♡                         | T.Fxxx                       | J.S.バッハ                                                                | 218-5155-7        | 藤ヶ谷太輔 Kis-My-Ft2                          | アルバム『I SCREAM』〈完全生産限定 4cups盤〉特典CD - 藤ヶ谷ソロ |                                     |
| Life is Beautiful 〜大切なあなたへ〜 | 藤ヶ谷太輔                   | SHIBU YU-G                                                                | 227-3581-0        | 藤ヶ谷太輔 Kis-My-Ft2                          | アルバム『MUSIC COLOSSEUM』〈通常盤〉 - 藤ヶ谷ソロ |                                     |
| Toxxxic                              | Kanata Okajima Soma Genda    | Kanata Okajima Soma Genda                                                 | 236-4923-2        | 藤ヶ谷太輔 Kis-My-Ft2                          | アルバム『Yummy!!』〈通常盤〉 - 藤ヶ谷ソロ |                                     |
| Love=X2U                             | 藤原優樹                     | 大沢伸一                                                                  | 245-2812-9        | Kis-My-Ft2                                     | アルバム『FREE HUGS!』〈通常盤〉特典CD - 藤ヶ谷ソロ |                                     |
| MARIA                                | 飯岡隆志                     | 飯岡隆志                                                                  | 134-9078-8        | Kis-My-Ft2                                     | アルバム『BEST of Kis-My-Ft2』〈初回盤B〉特典CD - 藤ヶ谷ソロ |                                     |
| ヨブコエ                             | 藤ヶ谷太輔 竹内雄彦          | 竹内雄彦                                                                  | 263-2490-3        | 藤ヶ谷太輔                                     | ライブDVD/Blu-ray『LIVE TOUR 2021 HOME』〈通常盤〉特典CD『Kis-My-Ft2 10th Anniversary Extra CD』- 藤ヶ谷ソロ シングル『Fear/SO BLUE』〈初回盤A〉 - 藤ヶ谷ソロ（PV） |                                     |
| Breaking The Dawn                    | AKIRA                        | Jenna Donnelly Kiyohito Komatsu Vlad Alexandru Opruta Adrian              | 1K0-0001-9        | 藤ヶ谷太輔 JOHNNY'S ALL STARS ISLAND           | ライブDVD/Blu-ray『LIVE TOUR 2021 HOME』〈通常盤〉特典CD『Kis-My-Ft2 10th Anniversary Extra CD』- 藤ヶ谷ソロ                                                        |                                     |
| Sexy Peach                           | 浅利進吾                     | 浅利進吾                                                                  | 501-3149-4        | 藤ヶ谷太輔 Kis-My-Ft2                          | アルバム『MUSIC COLOSSEUM』〈初回生産限定盤B〉』付属DVD - 藤ヶ谷ソロ                                                                                                |                                     |
| ユニット曲・その他の曲               |                              |                                                                           |                   |                                                | |                                     |
| No.1 Friend                          | 821R                         | 馬飼野康二                                                                | 176-1436-8        | Kis-My-Ft2                                     | DVD/Blu-ray『Kis-My-Ft2 Kis-My-MiNT Tour at 東京ドーム 2012.4.8』〈初回生産限定盤〉特典CD『Kis-My-Zero2』 - 北山宏光&藤ヶ谷太輔                                     |                                     |
| いつもありがとう                     | T.Fxxx                       | HusiQ.K                                                                   | 178-5325-7        | Kis-My-Ft2                                     | |                                     |
| Kickin'it                            | KOMU                         | Niclas Molinder Joacim Persson Johan Alkenas ドリュー・ライアン・スコット | 1D2-7384-5        | Kis-My-Ft2                                     | アルバム『Kis-My-1st』 - 北山宏光&藤ヶ谷太輔&玉森裕太 |                                     |
| Rocking Party                        | HusiQ.K T.Fxxx               | Stephan Elfgren                                                           | 1C3-6144-9        | Kis-My-Ft2                                     | アルバム『Goodいくぜ!』〈初回生産限定 Kis-My-Zero盤〉特典CD『Kis-My-Zero3』 - 北山宏光&藤ヶ谷太輔&玉森裕太                                                          |                                     |
| FIRE!!!                              | HusiQ.K T.Fxxx               | CHOKKAKU SYB IGGY                                                         | 1G0-4797-8        | Kis-My-Ft2 北山宏光 藤ヶ谷太輔                 | アルバム『Kis-My-Journey』 - 北山宏光&藤ヶ谷太輔 アルバム『I SCREAM』〈完全生産限定 4cups盤〉 - 北山宏光&藤ヶ谷太輔（PV）                                           |                                     |
| 証                                   | 江畑兵衛                     | 江畑兵衛                                                                  | 211-2368-3        | 北山宏光 藤ヶ谷太輔 Kis-My-Ft2                 | アルバム『KIS-MY-WORLD』 |                                     |
| わんダフォー                         | ケリー                       | 大竹創作                                                                  | 211-2381-1        | 横尾渉 藤ヶ谷太輔 Kis-My-Ft2                   | アルバム『KIS-MY-WORLD』 - 藤ヶ谷太輔&横尾渉 |                                     |
| Without Your Love                    | EMI K. LYNN                  | TAKAROT LIDBOM ERIK GUSTAF                                                | 1K0-0073-6        | 藤ヶ谷太輔＆玉森裕太 JOHNNYS' ALL STARS IsLAND | |                                     |
| & say                                | T.Fxxx 栗原暁 JUN 久保田真悟 | HusiQ.K 栗原暁 久保田真悟                                                 | 219-4250-1        | Kis-My-Ft2 北山宏光 藤ヶ谷太輔                 | アルバム『I SCREAM』 - 北山宏光&藤ヶ谷太輔 |                                     |
| Touch                                | Komei Kobayashi              | Andreas Ohrn Christoffer Lauridsen                                        | 1J4-0677-1        | Kis-My-Ft2 藤ヶ谷太輔&玉森裕太                 | シングル『Sha la la☆Summer Time』〈通常盤〉 - 藤ヶ谷太輔&玉森裕太                                                                                                   |                                     |
| ZERO                                 | 月丘りあ子                   | Kento Takeda Christofer Erixon SHIKATA                                    | 1L7-7995-8        | 北山宏光&藤ヶ谷太輔&玉森裕太 Kis-My-Ft2        | シングル『You&Me』 - 北山宏光&藤ヶ谷太輔&玉森裕太 DVD/Blu-ray『LIVE TOUR 2018 Yummy!! you&me』初回盤特典スペシャルエディットCD - Kis-My-Ft2                         |                                     |
| REAL ME                              | 大沢圭一                     | 朴優尊                                                                    | 237-3047-1        | 北山宏光&藤ヶ谷太輔 Kis-My-Ft2                 | アルバム『Yummy!!』 - 北山宏光&藤ヶ谷太輔 |                                     |
| ConneXion                            | TAISUKE FUJIGAYA             | KANATA OKAJIMA SOMA GENDA                                                 | 238-5424-3        | 藤ヶ谷太輔&千賀健永&横尾渉 Kis-My-Ft2          | シングル『LOVE』〈通常盤〉 - 藤ヶ谷太輔&千賀健永&横尾渉 | ドラマ化され、dTVで独占配信される。 |
| バクテリア                           | SHIROSE from WHITE JAM       | SHIROSE from WHITE JAM Dazsta                                             | 252-7545-3        | 北山宏光&藤ヶ谷太輔 Kis-My-Ft2                 | アルバム『To-y2』〈通常盤〉特典CD - 北山宏光&藤ヶ谷太輔 |                                     |
| NEXTACTION feat. 藤ヶ谷太輔          | Kenn Kato Kenji Kabashima    | 原一博                                                                    | 195-6395-7        | 山下智久                                       | 山下智久アルバム『A NUDE』 | ラップで参加。                      |

## 出演
※主演作品は太字表記

### テレビドラマ
- 怖い日曜日 友達のJ君（1999年8月8日、日本テレビ） - J君 役
- 下北サンデーズ（2006年7月 - 9月、テレビ朝日）- 佐藤新 役
- 白虎隊（2007年1月6日・7日、テレビ朝日） - 伊東又八 役
- 美咲ナンバーワン!!（2011年1月 - 3月、日本テレビ） - 九条和真 役
- 月曜ゴールデン 美食カメラマン 星井裕の事件簿2（2011年4月25日、TBSテレビ） -  北條ひかる 役
- 美男ですね（2011年7月15日 - 9月23日、TBSテレビ） - 主演・藤城柊 役
- 理想の息子（2012年1月 - 3月、日本テレビ） - 三船憲吾 役
- ビギナーズ!（2012年7月12日 - 9月20日、TBSテレビ） - 主演・志村徹平 役[42]
- PRICELESS〜あるわけねぇだろ、んなもん!〜（2012年10月22日 - 12月24日、フジテレビ） - 榎本小太郎 役
- 仮面ティーチャー（2013年7月6日 - 9月29日、日本テレビ） - 主演・荒木剛太 役[43]
  - 金曜ロードショー  仮面ティーチャー課外授業SP（2014年2月14日）
- ほんとにあった怖い話 夏の特別編2013「Xホスピタル」（2013年8月17日、フジテレビ） - 主演・佐々木直樹 役
- 独身貴族（2013年10月10日 - 12月19日、フジテレビ） - 川越裕太 役
- 信長協奏曲（2014年10月13日 - 12月22日、フジテレビ） - 前田犬千代 役[44]
- 平成舞祭組男 第1話（2014年11月19日、日本テレビ） - パクパク製菓のCMタレント 役
- MARS〜ただ、君を愛してる（2016年1月24日 - 3月27日、日本テレビ） - 主演・樫野 零 役
- バスケも恋も、していたい（2016年9月19日 - 21日、フジテレビ）- 主演・土屋 朝光 役[45]
- 櫻子さんの足下には死体が埋まっている（2017年4月23日 - 6月25日、フジテレビ） - 館脇正太郎 役
- ミラー・ツインズ - 主演・葛城圭吾 / 葛城勇吾 役（2役）[46]
  - Season1（2019年4月6日 - 5月25日、フジテレビ）
  - Season2（2019年6月8日 - 6月29日、WOWOW）
- やめるときも、すこやかなるときも（2020年1月21日 - 3月24日、日本テレビ） - 主演・須藤壱晴 役[47]
- 華麗なる一族 （2021年4月18日 - 7月11日、WOWOW） - 万俵銀平 役[48]
- ハマる男に蹴りたい女（2023年1月14日 - 3月18日、テレビ朝日） - 主演・設楽紘一 役[49][50]
- 潜入兄妹 特殊詐欺特命捜査官 第5話 - 最終話（2024年11月2日 - 12月14日、日本テレビ） - 鳳凰 役[51]

#### 携帯端末向け放送
- シニカレ（2012年5月28日 - 8月、NOTTV） - 主演・如月 雅喜 役[注 3]

### 配信ドラマ
- ConneXion（2021年7月2日 - 8月6日、dTV） - 主演 (横尾渉・千賀健永とトリプル主演) [39][53]
- 幸せカナコの殺し屋生活（2025年2月28日、DMM TV） - 桜井 役[54][55]

### 映画
- 劇場版仮面ティーチャー（2014年2月22日）‐主演・荒木 剛太 役
- 信長協奏曲（2016年1月23日） - 前田利家 役[56]
- MARS〜ただ、君を愛してる（2016年6月18日） - 主演・樫野 零 役[57][58]
- そして僕は途方に暮れる（2023年1月13日）- 主演・菅原裕一 役[59]
- 傲慢と善良（2024年9月27日） - 主演・西澤架 役（奈緒とダブル主演）[60]

### バラエティ番組
- 百識〜百で知るひとつの知識〜（2006年10月 - 2007年3月、フジテレビ）
- 百識（2007年4月 - 2007年9月、フジテレビ）
- 百識王（2008年4月 - 2013年9月、フジテレビ）
- J'sティーチャー Kis-My-Ft2 藤ヶ谷太輔 極東ロシアを行く（2013年10月7日 - 12月23日、日本テレビ）
- A-Studio+（2020年4月3日 - 、TBSテレビ） - 笑福亭鶴瓶とMC[23][61][62]
- ザ!世界仰天ニュース（2022年11月1日[63]・11月29日[64]・12月6日[65]、日本テレビ） - 進行（中居正広の代打）
- 藤ヶ谷太輔の古着モノ語り〜新潟編〜（2025年6月8日予定、BSフジ）[66]

### 配信番組
- Kis-My-Ft2 藤ヶ谷太輔&横尾渉 NAKED〜素のまま沖縄2人旅〜（2025年5月30日 - 、Hulu）[67]

### 舞台
- 滝沢演舞城 '09 タッキー&Lucky LOVE（2009年3月29日 - 4月26日、新橋演舞場）[68]
- PLAYZONE 2009 〜太陽からの手紙〜（2009年7月11日 - 8月9日、青山劇場 / 8月21日 - 26日、梅田芸術劇場） - 主演[14]（北山宏光・玉森裕太とトリプル主演）[69]
- コルトガバメンツ〜ハジメのハジマリ〜（2014年5月11日 - 6月8日、パルコ劇場 / 6月10日 - 13日、森ノ宮ピロティホール / 6月20日 - 22日、北九州芸術劇場[18]） - 主演・藤井肇 役[70]
- TAKE FIVE（2015年5月13日 - 21日、赤坂ACTシアター / 5月28日 - 31日、梅田芸術劇場） - 主演・帆村守 役
  - TAKE FIVE2（2016年5月4日 - 25日、赤坂ACTシアター） - 主演・帆村守/真宮秋（2役）[71]
- JOHNNYS' ALL STARS IsLAND（2016年12月3日 - 30日、帝国劇場）[72][73]
- そして僕は途方に暮れる（2018年3月6日 - 4月1日、Bunkamuraシアターコクーン / 4月9日 - 15日、森ノ宮ピロティホール） - 主演・菅原裕一 役[74]
- ドン・ジュアン（2019年8月30日 - 9月18日、TBS赤坂ACTシアター / 10月1日 - 5日、刈谷市総合文化センター アイリス 大ホール） - 主演・ドン・ジュアン 役[75]
  - ドン・ジュアン（2021年10月7日 - 17日、梅田芸術劇場メインホール / 10月21日 - 11月6日、TBS赤坂ACTシアター） - 主演・ドン・ジュアン[76]
- 野鴨-Vildanden-（英語版）（2022年9月3日 - 18日、世田谷パブリックシアター / 9月21日 - 25日、兵庫県立芸術文化センター 阪急中ホール） - 主演・グレーゲルス・ヴェルレ 役[77]
- スジナシシアターVol.18 in きゅりあん大ホール（2025年9月4日〈予定〉、きゅりあん）[78]

### コンサート
- 関西ジャニーズJr. with 中山優馬 2011 春（2011年5月3日 - 5日、大阪城ホール） - 特別参加[79][80]
- みんなクリエに来てクリエ!2011 Part2 北山宏光×藤ヶ谷太輔 Special Live（2011年5月7日 - 11日・21日・22日、シアタークリエ）[81][82]

### イベント
- ボッテガ・ヴェネタ『TOKYO PLAYTIME』ボッテガ・ヴェネタ× アレック・ソス写真展　オープニングレセプション（2024年3月28日、東京・表参道）[83]
- フレグランスの祭典『FRAGRANCE DAY 2024』（2024年11月13日、東京）[84]

### CM・広告
- NOTTV「シニカレ」（2012年5月 - ）[52]
- エム・シーネットワークスジャパン「銀座カラー」（2015年 - ）[85]
- ネイチャーラボ「ACNES LABO」（2017年10月 - ）[86]
- サンヨー食品「サッポロ一番」（2020年9月 - ）[87]
- メルセデス・ベンツ「AMG SL 63 4MATIC+」（2024年4月24日 - 7月24日） - Web記事[88]

### ラジオ
- 藤ヶ谷太輔 Peaceful Days（2019年4月6日 - 2025年3月29日、ニッポン放送）[89][90]
- 中居正広 ON&ON AIR（2022年11月12日 - 2023年1月7日、ニッポン放送） - 中居正広の代打[91]